# アレクサンドラ・ハーニー
アレクサンドラ・ハーニー（Alexandra Harney、女性、1975年 - ）は、アメリカ出身、香港在住のジャーナリスト。東京での生活も長い。著書に『中国貧困絶望工場』がある。

## 経歴
ジャーナリストの両親のもとに、アメリカのワシントンD.C.の郊外で育ち、ニュージャージー州のプリンストン大学で日本語と日本の政治経済を学ぶ。1997年に来日した際に英紙フィナンシャル・タイムズの当時の東京支局長にスカウトされ、大学卒業後、1998年にフィナンシャル・タイムスの東京支局特派員となる。
1999年に広州にあるホンダの製造拠点を取材、そこで組み立てられたアコードを見て、中国は製品製造分野で大国になると実感したことで中国に対する関心を持つ。また、日本の電機メーカーの社員に「自分が中国語を勉強するのは、彼らが自分の仕事を奪うからだ」、「中国はいずれ経済大国になる」と言われたこともあって中国語を学び始めた。
ロンドンの本社へ転勤後は取材活動の傍ら中国語を勉強した。
2003年に香港で支局記者となり、中国本土での取材を始める。しかし、外国人記者への規制が厳しいことや取材に役人が同行するなど制限が多かったため、同社を休職して、香港大学の客員教授となり、その資格を使って中国での人脈を広げ、中国本土の工場経営と労働者の実態を取材した。2008年秋に写真家でジャーナリストのコリン・ベーレと結婚し、現在は香港でフリージャーナリスト活動をしている。

## 日本での活動
元防衛庁長官の中谷元（当時衆院議員）の事務所で働いたことがある。
10代だった80年代後半はアメリカで日本脅威論が盛んで、経済大国のことを学ぼうと思ったのが日本に興味を持ったきっかけであり、高校では日本語を選択し、名古屋市の隣の尾張旭市に2カ月近くの期間ホームステイも経験している。
作れる料理は東京支局記者時代に覚えた日本料理だけだという。
コンビニの新商品チェックは欠かさず、日本の女性のファッション文化についても興味を持っているという。

## 著作
- 『中国貧困絶望工場』(The China Price: The True Cost of Chinese Conpetitive Advantage) 漆嶋稔（訳） (New York Penguin Press, 2008)